# Хумбу (льодовик)
Льодовик Хумбу (Khumbu) — льодовик в регіоні Кхумбу в північно-східному Непалі.

## Географія
Головний витік льодовика бере свій початок в улоговині (27°59′31″ пн. ш. 86°52′20″ сх. д. / 27.99194° пн. ш. 86.87222° сх. д.), обмеженою південно-західними схилами гори Джомолунгма (Еверест) і вершинами Лхоцзе та Нупцзе, з льодопаду Кхумбу, що на західному кінці Долини Мовчання. Після льодопаду льодовик повертає на південь-південь-захід і приймає з правого боку кілька великих «приток».
Льодопад Кхумбу є першою основною і одною з найнебезпечніших перешкод на стандартному південному шляху до вершини Евересту. Фірнова лінія льодовика проходить на висотах 5700-5900 м. Закінчується льодовик на висотах 4850-4900 м (27°55′55.2″ пн. ш. 86°48′18″ сх. д. / 27.932000° пн. ш. 86.80500° сх. д.). За різними даними має довжину від 18 до 22 км. Це найвищий льодовик у світі і найбільший льодовик Непалу.
Льодовик є кінцевою частиною шляху до Базового табору Джомолунгми.

Хумбу (льодовик)
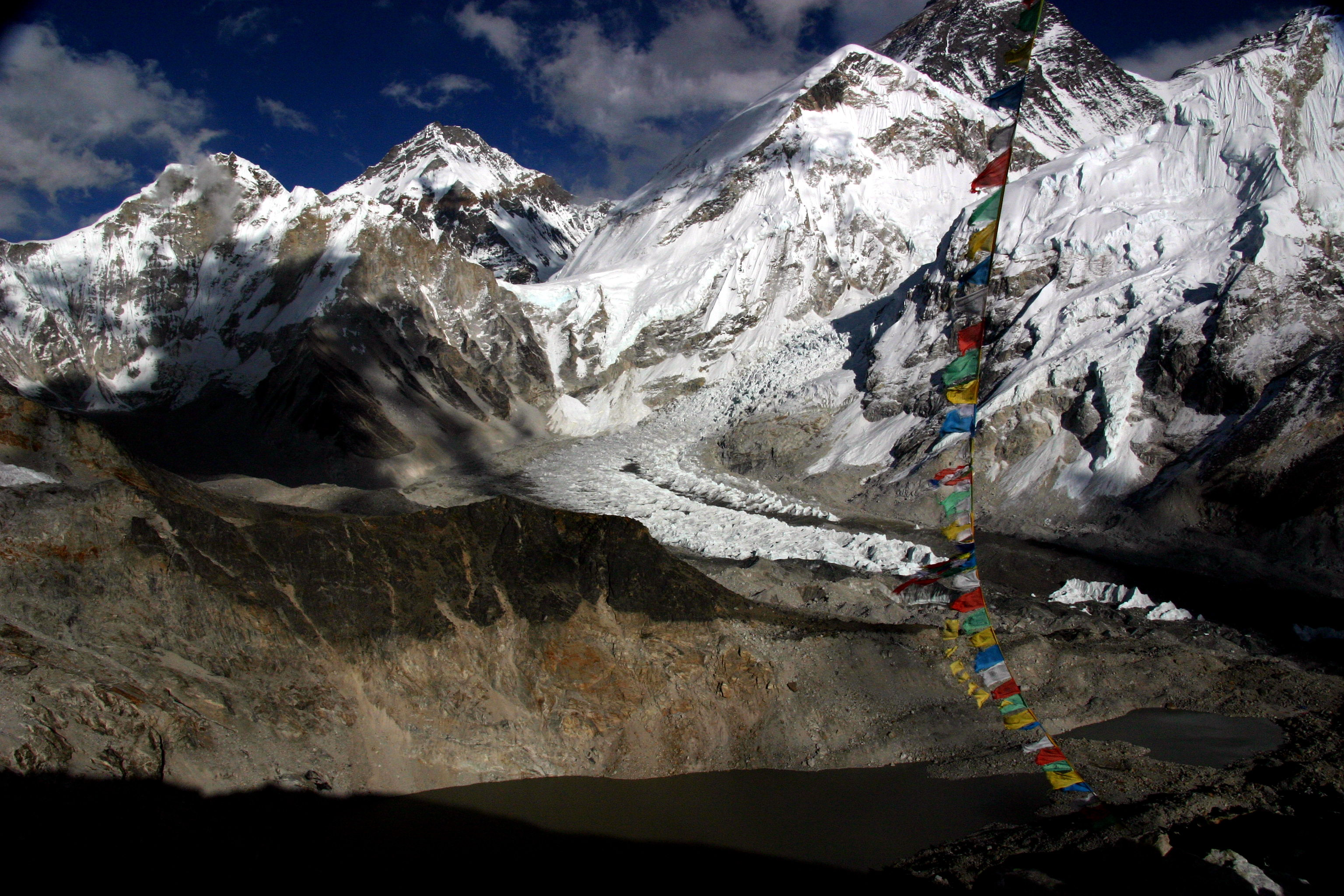
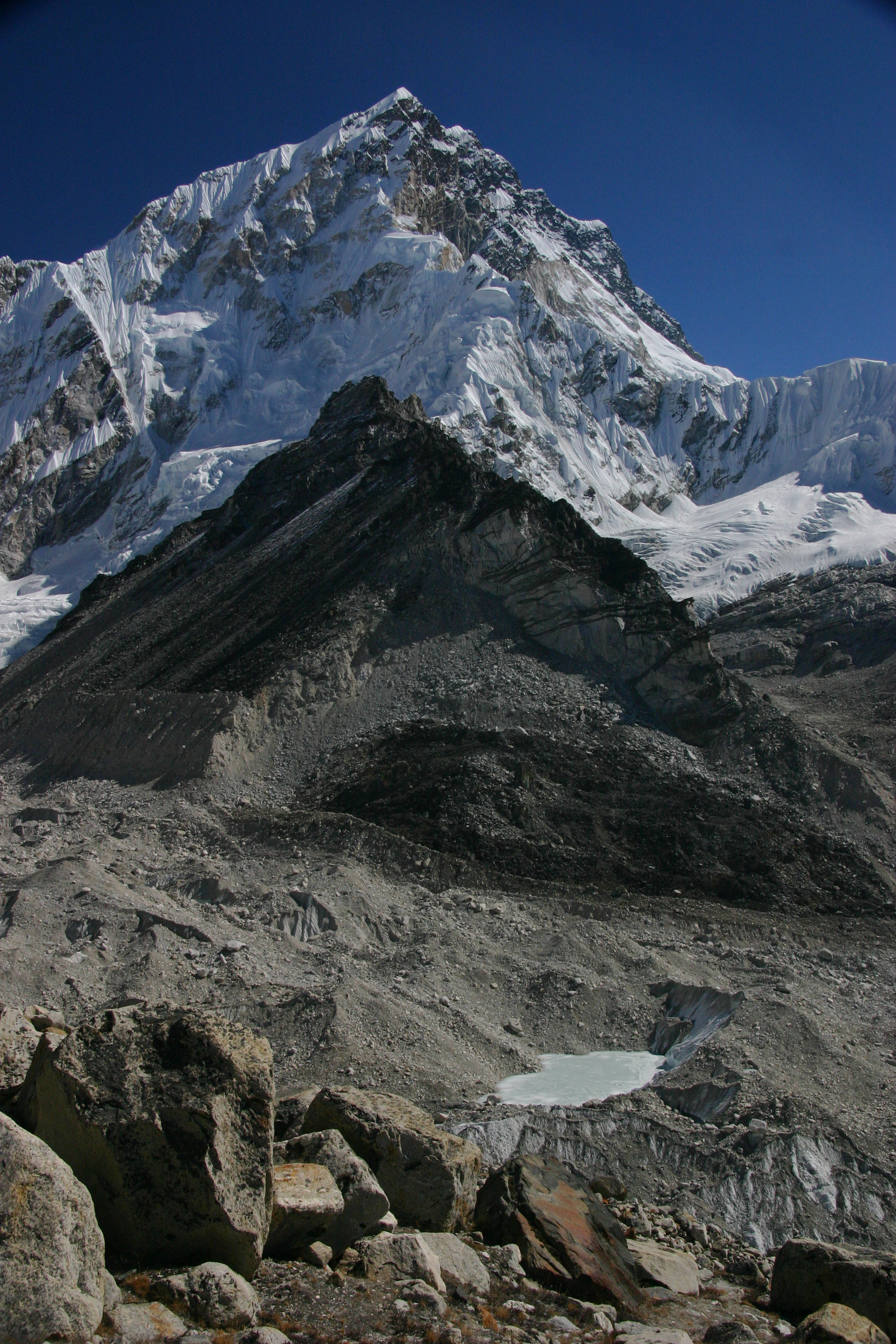
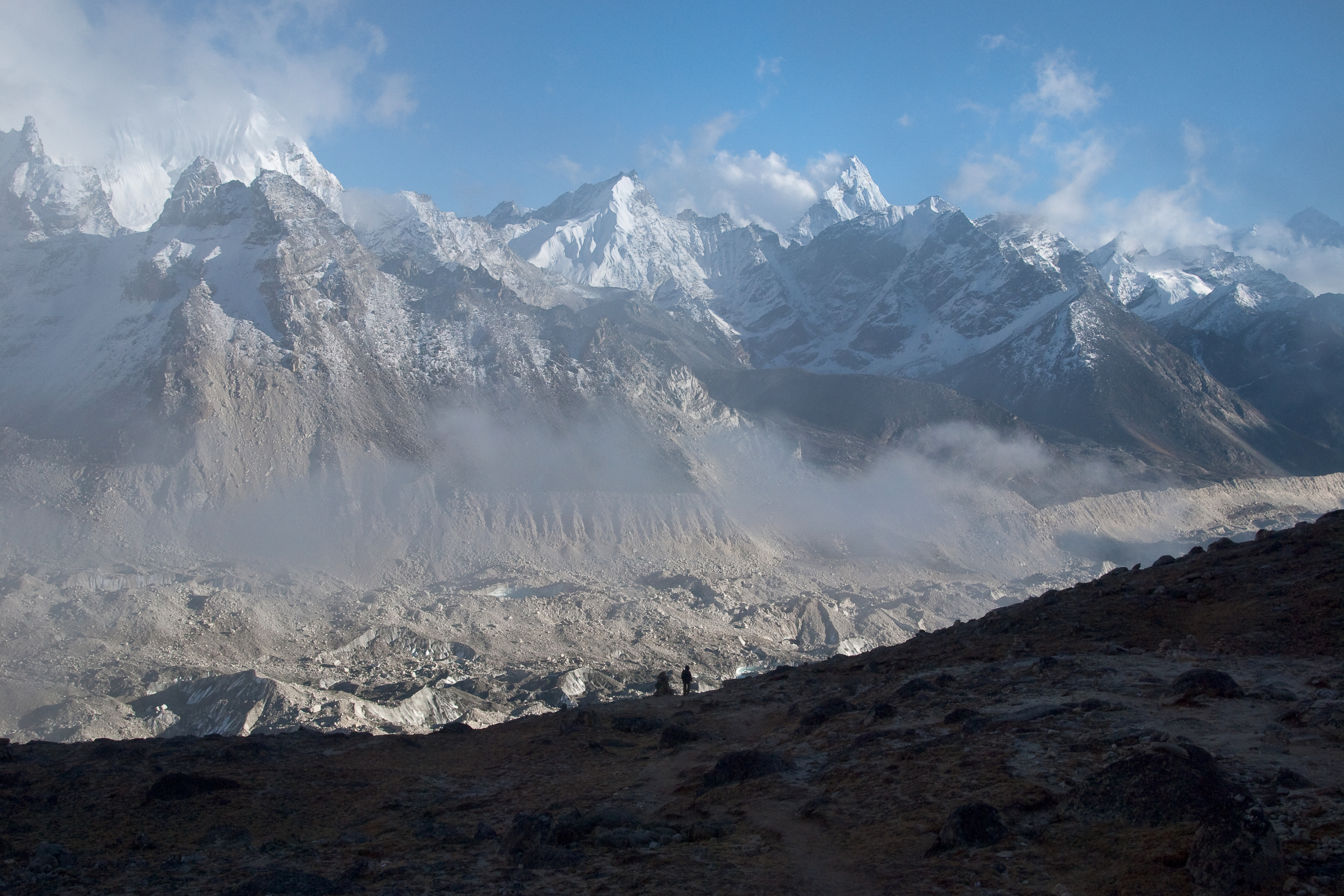
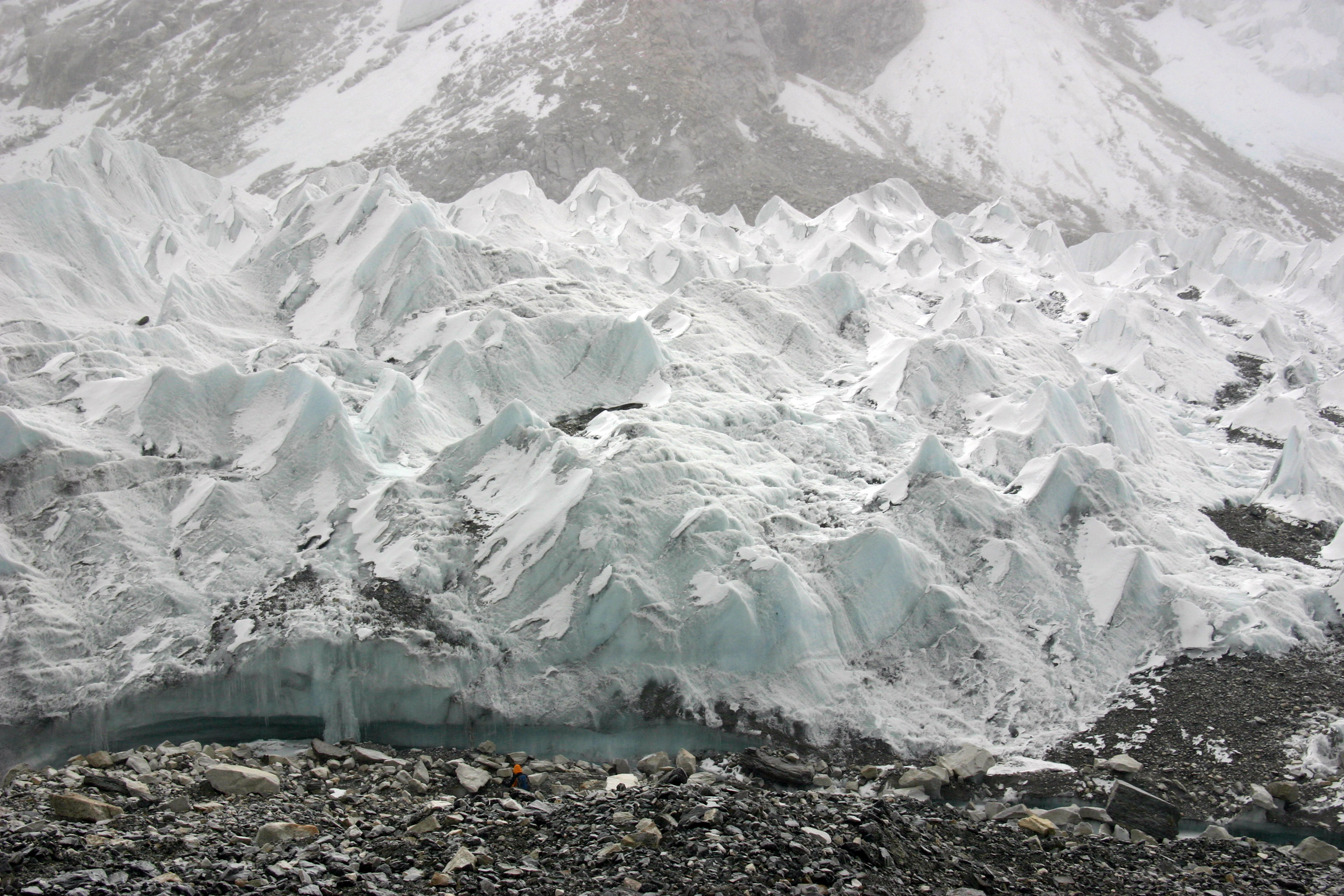
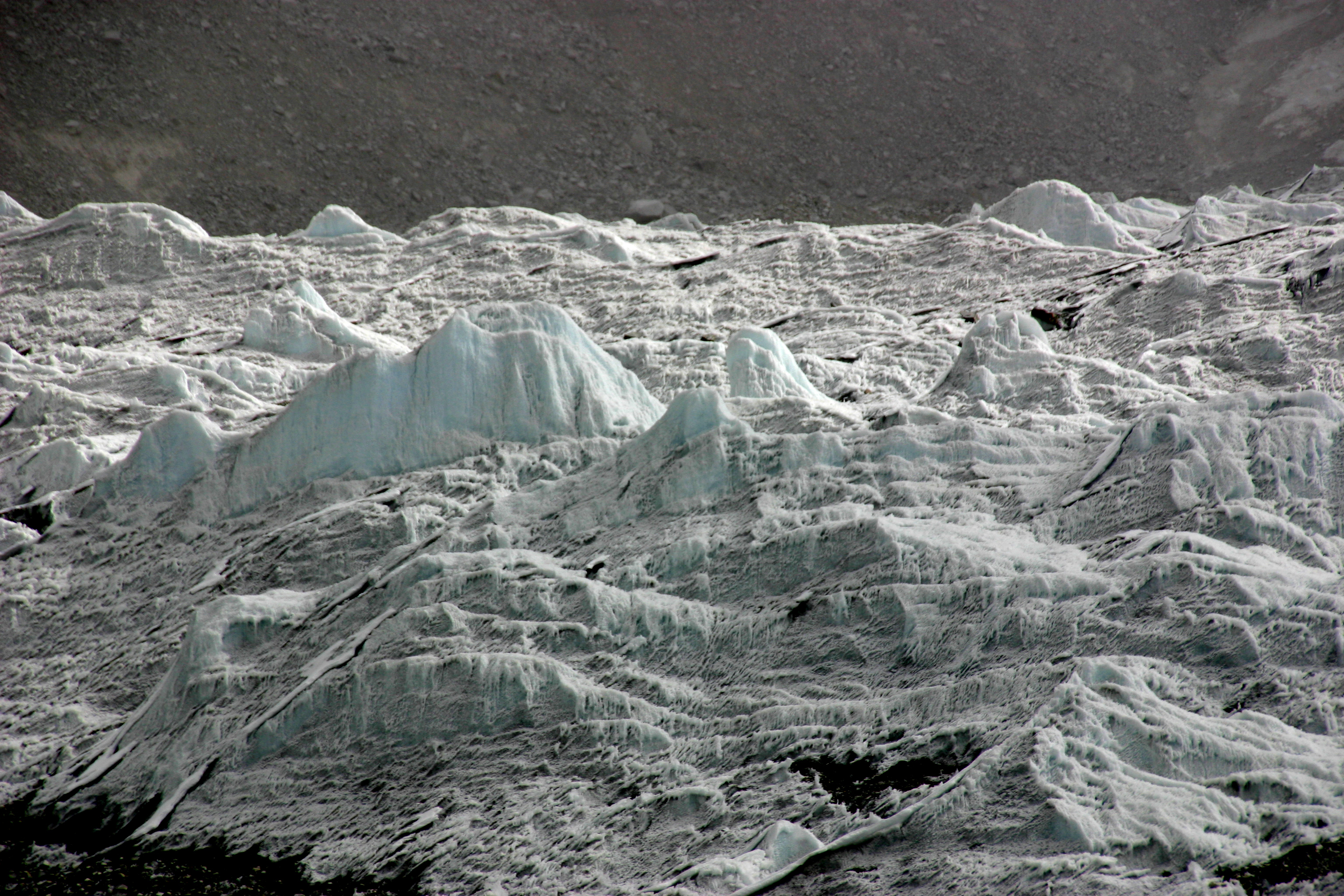